# 築·動·愛
《築·動·愛》（英語：Love and Construction）是香港無綫電視和建造業議會合作製作的生活資訊節目，由陳瀅、傅嘉莉和劉江等演員主演。節目在2017年6月17日至7月15日香港時間逢星期六20:00至20:30在翡翠台播映，總共4集監製黃中濠，編審鄭月明。
這個節目在無綫電視網站裡面一度無該節目的網頁，而myTV SUPER亦一度無提供重溫此節目，要到第二個星期才補回。另外，雖然這個節目是由4個故事組成的單元劇，但無綫電視並未將此電視劇歸類為劇集，而是歸類為資訊節目。

## 角色

### 第1集：《患難「建」真情》
| 演員   | 角色              | 背景                                                                     |
| 陳瀅   | 陳麗敏            | 女地盤科文 工商管理畢業 工作一開始令她的爸爸不喜歡，最後得到諒解和支持。 |
| 劉江   | 陳鏡輝            | 陳麗敏爸爸， 一開始不喜歡女兒的工作，最後諒解同支持她。                  |
| 盧宛茵 | 蔡美娟 （Sophia） | 陳麗敏媽媽                                                               |
| 周志康 | Jimmy             | 陳麗敏舊同學                                                             |
| 黃耀英 | Sam               | 陳麗敏舊同學                                                             |
| 何遠東 | 地盤男            | 陳鏡輝幻想的地盤工                                                       |
| 楊瑞麟 | 平叔              | 地盤管工 陳麗敏下屬                                                      |
| 鍾志光 | 麟哥              | 地盤泥水師傅                                                             |
| 張致恆 | 深仔              | 地盤泥水工人                                                             |
| 盧峻峯 | 姚仔              | 地盤泥水工人                                                             |
| 王致狄 | P仔               | 地盤泥水工人                                                             |
| 劉桂芳 | 李太 （Maria）    | 蔡美娟的舊同學                                                           |
| 朱滙林 | Bosco             | 李太的兒仔                                                               |

### 第2集：《師徒情未了》
| 演員   | 角色    | 背景                                                                                   |
| 林韋辰 | Man Sir | Joe等人的泥水課程導師 一開始同Joe產生誤會，後和好 因冷落而令他的兒仔阿朗不喜歡，後和好 |
| 馬貫東 | Joe     | Man Sir的泥水課程學生 一開始同Man Sir產生誤會，後和好                                  |
| 潘芳芳 | Kimmy   | Man Sir的妻子 阿朗的母親                                                               |
| 丁子朗 | 阿朗    | Man Sir個仔 因Man Sir冷落而不喜歡他，後和好                                            |
| 鄧英敏 | 榮      | Joe兼職工作的判頭 Man Sir的大師兄                                                      |
| 張本立 | 馬Sir   | Man Sir的同事                                                                          |
| 方伊琪 | Joe媽   | Joe的母親                                                                              |
| 吳偉豪 | 明      | Man Sir的泥水課程學生 Joe的同學                                                        |
| 彭紀諺 | 光      | Man Sir的泥水課程學生 Joe的同學                                                        |
| 關梓揚 | 倫      | Man Sir的泥水課程學生 Joe的同學                                                        |
| 譚焯升 | 文      | Man Sir的泥水課程學生 Joe的同學                                                        |
| 鄭衍峰 | 超      | Man Sir的泥水課程學生 Joe的同學                                                        |
| 阮嘉敏 | 欣      | Man Sir的泥水課程學生 Joe的同學                                                        |
| 袁鎮業 | 柏      | 榮同Joe的工友                                                                          |
| 李忠希 | 工友    |                                                                                        |

### 第3集：《愛出色》
| 演員   | 角色              | 背景                                                                                |
| 楊明   | 洪曉峰 （洪漆公） | 油漆工人 劉文詩、林文舊同學 暗戀劉文詩多年，最後成功在一起 曾經誤會林文是劉文詩男友 |
| 傅嘉莉 | 劉文詩            | 洪曉峰、林文舊同學 一路對洪曉峰有好感，最後成功在一起 拒絕林文的追求，做了好朋友    |
| 鄧永健 | 林文              | 劉文詩、洪曉峰的舊同學 被劉文詩拒絕追求，做了好朋友 Jessica的男朋友                 |
| 蘇可欣 | Jessica           | 林文的女朋友                                                                        |
| 范振鋒 | 藍熙              | 洪曉峰的工作拍檔                                                                    |

### 第4集：《新紮兄弟》
| 演員   | 角色     | 背景                                                        |
| 黃子恆 | 何樂     | 紮鐵管工 何傑的哥哥 方菲的男朋友 （年輕版由黃庭鋒飾演）     |
| 洪卓立 | 何傑     | 股票經紀 何樂的弟弟 最後因為股票輸錢改行紮鐵                |
| 劉佩玥 | 方菲     | 律師 何樂的女朋友                                           |
| 羅天宇 | 辛力加   | 紮鐵工人 何傑的下屬                                         |
| 衛志豪 | 舒華     | 紮鐵工人 何傑的下屬                                         |
| 洋     | 何堅     | 何樂、何傑的阿爸 何記水電舖創辦人，因為癌病而賣舖，最後病死 |
| 呂珊   | 何張美玲 | 何樂、何傑的阿媽                                            |
| 何啟南 | Eric     | 股票行經理 何傑的上司                                       |
| 林秀怡 | Mary     | 股票行職員 何傑的同事                                       |
| 黎振燁 | Ben      | 股票行職員 何傑的同事                                       |
| 李海生 | 洪爺     | 當年接手何記水電舖繼續經營                                  |

## 節目調動
- 2017年7月1號：由於直播「慶祝香港特別行政區成立20周年煙花匯演」，所以停播一次。

## 外部連結
- 築·動·愛 - 主頁 - tvb.com （页面存档备份，存于）